# Thunderbolt (interface)
Pour les articles homonymes, voir Thunderbolt.
Thunderbolt est un format de connexion informatique conçu par Intel, dont les travaux ont débuté en 2007, sous le nom de code Light Peak. Cette connexion devait utiliser à terme la fibre optique, bien que ses premières implantations utilisent des fils de cuivre standards. Cette interface permet l'utilisation des protocoles DisplayPort et PCI Express dans la même interface. Le connecteur Mini DisplayPort, qui était notamment déjà présent sur les ordinateurs d'Apple, a été choisi comme interface standard pour Thunderbolt. La version 3 du Thunderbolt bascule sur le connecteur USB de type C, et permet donc en plus l'utilisation du protocole USB standard sur la même interface. Cette version entérine l'utilisation du cuivre, car l'utilisation du câble comme alimentation électrique est aussi un élément important de cette interface.
Les premiers ordinateurs qui l'utilisent sont, par ordre chronologique, les MacBook Pro, les iMac, les MacBook ainsi que les Mac mini du fabricant Apple. Ils utilisent les processeurs Intel Core i5 ou Core i7 fonctionnant sur les microarchitectures Sandy-Bridge, Ivy Bridge, Haswell et Skylake.
Les connecteurs Thunderbolt 1 et 2 sont entièrement compatibles avec la norme Mini DisplayPort afin de pouvoir connecter des moniteurs externes.

## Caractéristiques

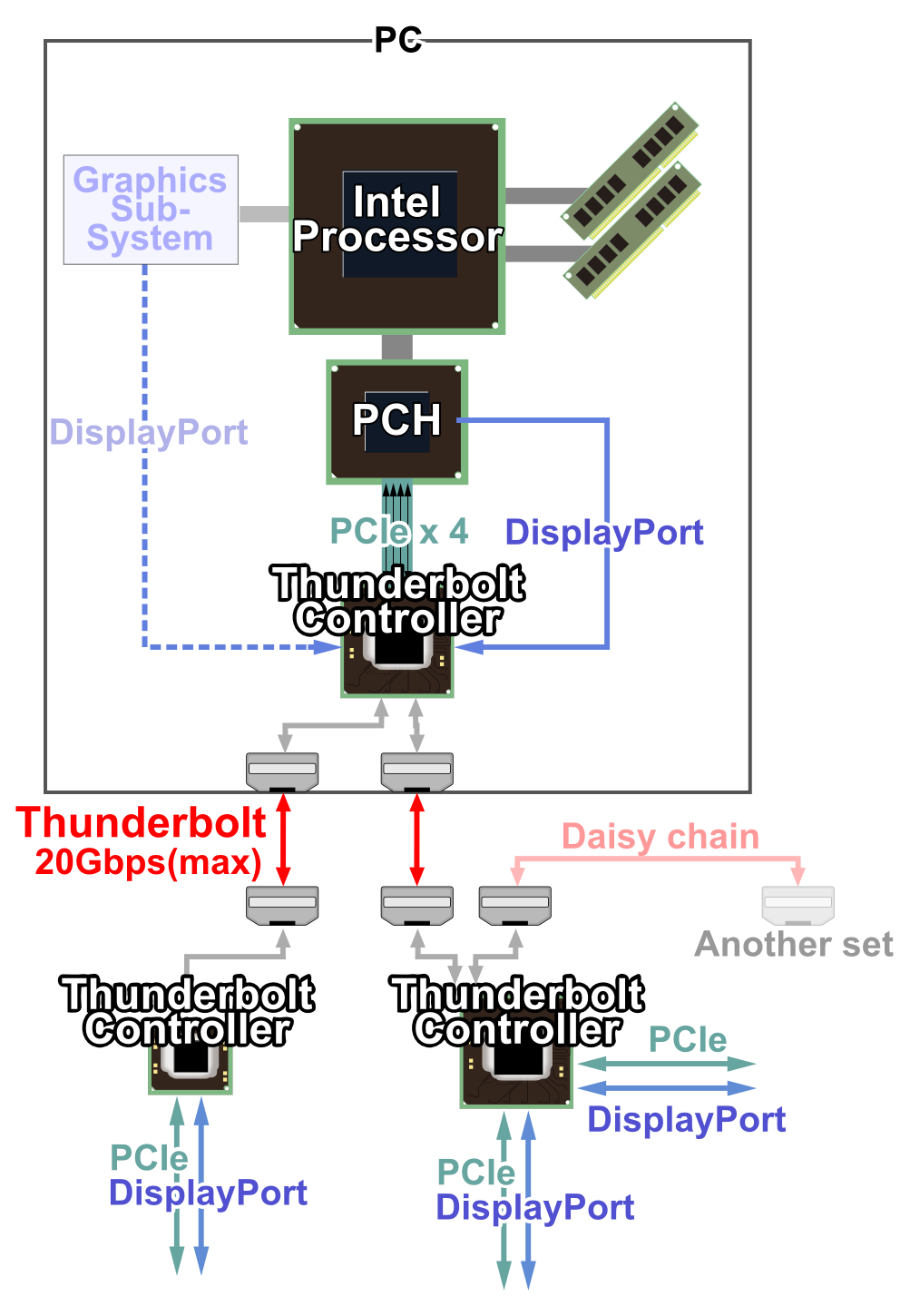
Schéma présentant une connexion Thunderbolt

- Thunderbolt 1 - 10 Gbit/s (1 canal) / Thunderbolt 2 - 20 Gbit/s (2 canaux)[2] / Thunderbolt 3 - 40 Gbit/s (2 canaux) / Thunderbolt 4 - 40 Gbit/s (2 canaux) / Thunderbolt 5 - 80 Gbit/s ou 120 et 40 Gbit/s pour une connexion avec un moniteur externe ;
- Transfert bidirectionnel (1 canal montant, 1 canal descendant) ;
- Deux canaux par port sur Thunderbolt 2, 3 et 4 ;
- Connexion de plusieurs périphériques simultanément (6 par port, dont 2 écrans) ;
- Multiprotocole ;
- Branchement à chaud

## Le projet de recherche Light Peak

### Une connectique ambitieuse
Intel a lancé le projet Light Peak dans le but de remplacer toute la panoplie des connecteurs présents sur un ordinateur par un seul câble à fibre optique multi-usage.

« LightPeak, c'est l'occasion de faire la transition de l'électrique à l'optique et de simplifier la connectivité pour l'utilisateur. Nous désirons augmenter sa vitesse de 10 Gbit/s dans les années à venir : à partir du moment où vous faites bouger des photons plutôt que des électrons, il n'y a plus de limite à la bande passante. »

— Justin Gattner (vice-président d'Intel et patron de ses labos de recherche), Conférence du Research@Intel Europe de 2010
Le but est d'utiliser de la fibre optique en lieu et place du cuivre pour transférer des informations. Le cuivre présente des capacités qui arrivent aujourd'hui en fin de vie, avec la démocratisation des flux en haute définition, des espaces de stockage de plusieurs téraoctets qui nécessitent des transferts appropriés, etc. La fibre optique étant réputée pour être fragile, il semble qu'elle soit inappropriée à une utilisation domestique en tant que câble multimédia ; cependant Intel a veillé à ce que le Thunderbolt soit suffisamment flexible et robuste. On annonce que le connecteur pourra être rebranché 7 000 fois et enroulé jusqu'à un diamètre de 2 cm sans problème.
Light Peak est capable de supporter plusieurs protocoles : sur un même câble, il pourrait remplacer les connectiques FireWire, USB, DisplayPort, Jack, Ethernet, SATA et bien d'autres à une vitesse qui atteindra à terme les 100 gigabits par seconde. Forte de ses qualités multi-protocoles et de sa souplesse, cette connectique universelle pourra faire transiter n'importe quel type de données en fonction des besoins du périphérique. Ainsi, un moniteur pourra utiliser un débit de 8 Gbit/s tandis qu'un disque dur moins véloce se contentera de 1 Gbit/s.

## Lancement commercial
Dans un premier temps, Thunderbolt utilise des câbles en cuivre, ce qui lui a valu d'être l'objet de moqueries, Light Peak étant devenu Copper Peak. Intel s'est par la suite justifié sur ce changement de matériau, annoncé comme temporaire, pour répondre aux contraintes de coût et d'imminence de lancement.

« Le cuivre s'est révélé très bon, étonnamment meilleur que nous le pensions. »

— Dadi Perlmutter, vice président et directeur général du groupe Intel
Sa première apparition se fait sur des Macbook Pro sous la forme du connecteur Mini DisplayPort. C'est d'ailleurs celui-ci qui a été retenu pour l'adoption définitive de la norme Thunderbolt.

### Partenariat avec Apple

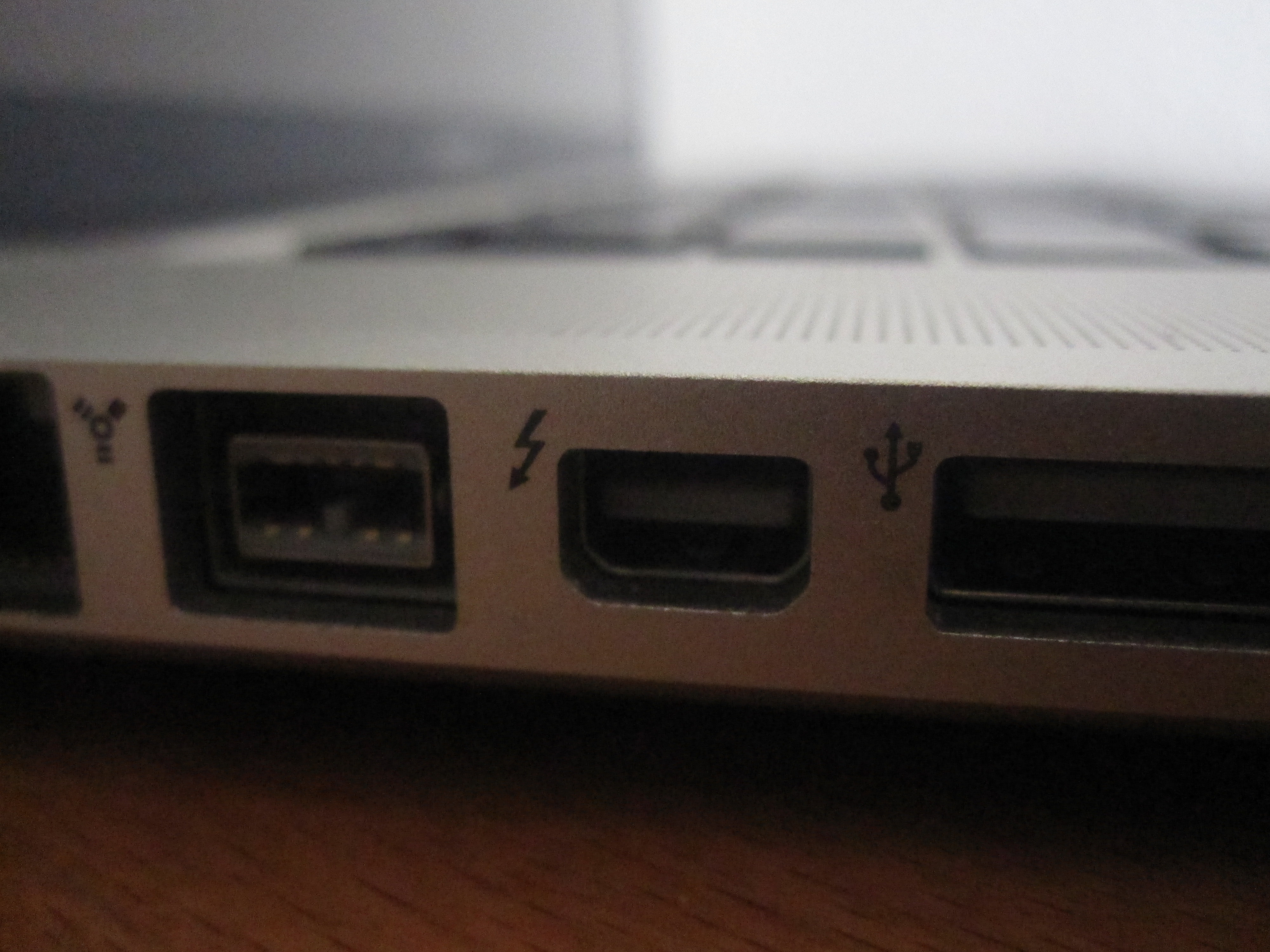
MacBook Pro 2011 Thunderbolt Port

- Les MacBook Pro commercialisés à partir de février 2011 sont les premiers ordinateurs munis d'un port Thunderbolt.
- Les iMac 21 et 27 pouces commercialisés depuis le 3 mai 2011 sont aussi munis de un et deux ports Thunderbolt.
- Les MacBook Air ainsi que les Mac mini commercialisés depuis le 20 juillet 2011 sont également munis d'un port Thunderbolt.
- Les MacBook Pro avec écran Retina commercialisés en octobre 2013 sont munis de deux ports Thunderbolt 2.0.
- Les Macbook Pro présentés en 2016 franchissent un nouveau pas équipés uniquement de quatre ports Thunderbolt 3.0.
- Les Mac avec puce M4 Pro et Max sont les premier Mac a adopter le nouveau standard Thunderbolt 5.0 (Mac mini M4 Pro et MacBook Pro avec M4 Pro et M4 Max)

### Adoption de Thunderbolt par d'autres fabricants
À la suite de l'ouverture début 2012 par Intel de la technologie Thunderbolt à d'autres constructeurs qu'Apple, cette connectique a été adoptée par plusieurs fabricants :
- Alienware l'utilise pour sa gamme d'ordinateurs portables M17x R5[5] et ses variantes
- Dell l'utilise sur ses ordinateurs portables XPS[6] et sa station d'accueil Dell Dock TB15[7]
- Asus l'utilise sur ses séries de notebooks ROG[8]
- Lenovo l'a adopté sur le ThinkPad W540[9]
- Gigabyte Technology a créé une série de cartes mères possédant Thunderbolt[10]
- HP l'a notamment utilisé sur le HP Envy 14
- Razer l'utilise désormais sur ses ordinateurs portables Razer Blade et Razer Blade Stealth, mais également avec le Razer Core, un GPU externe
- Asrock avec sa série X570 Taichi sur laquelle peut être ajoutée la carte fille AIC r2.0 Thunderbolt 3. Ces cartes sont compatibles avec les processeurs AMD AM4 jusqu'au Ryzen 9 5950X
- Samsung l'a ajouté sur certains de ses ordinateurs de la gamme Galaxy Book[11]

### Thunderbolt 3 (Alpine Ridge)

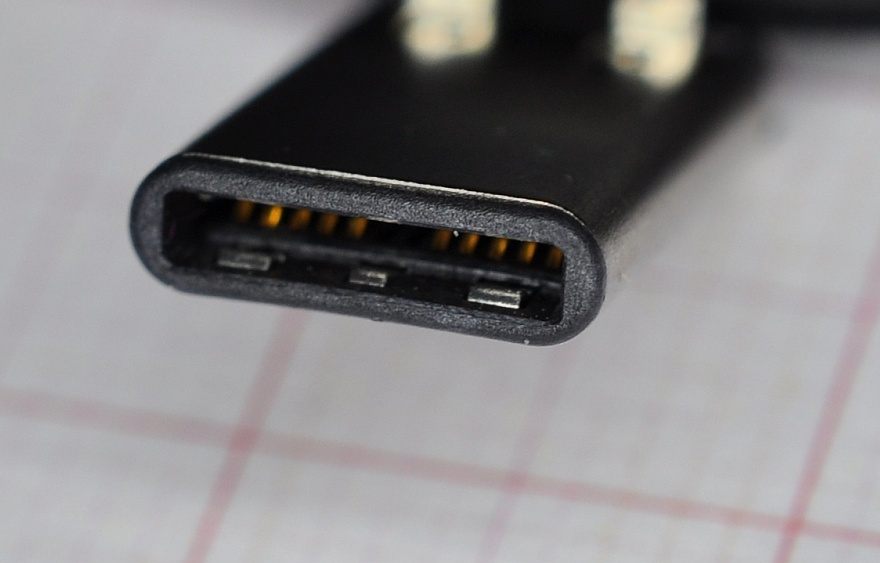
Prise USB Type-C

Thunderbolt 3 a été développé par Intel et utilise des connecteurs USB Type-C,,.
Cette nouvelle version propose les nouveautés suivantes :
- Une bande passante doublée (40 Gbit/s)
- La possibilité de transporter une puissance jusqu'à 100 watts
- Un changement de connecteur vers l'USB de type C
- Le support de la norme HDMI 2.0 et Displayport 1.2 (permettant l'affichage en résolution 4K à 60 Hz).
- Le support de la norme PCIe 3.0
- L'interconnection avec les sockets processeur via des lignes PCIe 3.0 en x2 ou x4
- Grâce à un mode alternatif de l'USB Type-C, les ports Thunderbolt 3 permettent l'alimentation électrique du périphérique et éliminent donc la nécessité d'un câble d'alimentation séparé.

### Thunderbolt 4 (2020)
Le Thunderbolt 4 est annoncé au CES 2020 par Intel. Ses spécifications finales ont été officialisées le 8 juillet 2020. Le débit de cette interface reste inchangé par rapport au Thunderbolt 3 (40 Gbit/s), néanmoins, le Thunderbolt 4 est plus exigeant, aussi bien sur le plan de la sécurité que sur les normes matérielles. 
Les principales différences entre Thunderbolt 4 et Thunderbolt 3 sont la prise en charge native de la norme USB4, une exigence au niveau de la bande passante qui doit être au minimum de 32 Gbit/s pour la liaison PCI Express, la prise en charge de deux écrans 4K à 60 ips ou un écran 8K à 30 ips et une protection par DMA (Direct Memory Access) basée sur Intel VT-d, une technologie de virtualisation, pour empêcher les attaques informatiques via un port Thunderbolt 4. 
La nouvelle interface apporte aussi des améliorations notables pour l'utilisateur, un port Thunderbolt 4 doit au minimum délivrer 15 W et les câbles allant jusqu'à deux mètres seront universels. Un ordinateur, aussi bien portable ou fixe, doté d'un port Thunderbolt 4 doit automatiquement offrir la possibilité de recharger l'appareil connecté. En effet, avec le Thunderbolt 3, ce n'était pas forcément le cas.
Les appareils compatibles sont annoncés vers la fin de l'année 2020. Intel a annoncé les contrôleurs qui viendront se loger dans les ordinateurs portables comme les Maple Ridge JHL8340 et JHL8540, ou encore le contrôleur Goshen Ridge JHL8440 destiné aux périphériques externes.
Les processeurs Intel Tiger Lake sont les premiers à être pourvus d'une prise en charge native du Thunderbolt 4.